# Vagn Ry Nielsen
Vagn Ry Nielsen (23. september 1938 – 13. april 2013) var en dansk skolelærer og politiker, der var borgmester fra 1994 til 2006, valgt for Socialdemokraterne, i Horsens Kommune. Han var desuden medlem af Kommunernes Landsforenings bestyrelse fra 1998 til 2006, hvor han fungerede som formand for social- og arbejdsmarkedsudvalget. Han var desuden amtsrådsmedlem i Vejle Amt fra 1978 til 1993, hvor han var viceamtsborgmester fra 1982 til 1993. Han var også formand for amtets kultur-, undervisnings- og arbejdsmarkedsudvalg.